# Maria-Ouest
Maria-Ouest est un village de l'Est du Québec situé sur la péninsule gaspésienne dans région de la Gaspésie–Îles-de-la-Madeleine faisant partie de la municipalité de Maria dans la municipalité régionale de comté d'Avignon au Canada.

### Source en ligne
- Commission de toponymie du Québec